# Tristan Tafel
Tristan Tafel (* 26. Februar 1990 in Canmore, Alberta) ist ein kanadischer Freestyle-Skier. Er ist auf die Disziplin Skicross spezialisiert.

## Biografie
Zu Beginn seiner Sportkarriere war Tafel ein alpiner Skirennläufer. Größere Erfolge blieben weitgehend aus, ein zweiter Platz in einem FIS-Rennen war sein bestes Ergebnis. Nachdem er im Dezember 2010 sein letztes alpines Skirennen bestritten hatte, wandte er sich dem Skicross zu. Im Winter 2010/11, in seiner ersten Skicross-Saison, nahm Tafel hauptsächlich an der nordamerikanischen Kontinentalmeisterschaft Nor-Am Cup teil. In allen zehn Rennen stand er auf dem Podest, davon fünfmal als Sieger. Sein Debüt im Freestyle-Weltcup hatte er am 11. Februar 2011 in Blue Mountain, wo er auf den 33. Platz fuhr.
Die ersten Weltcuppunkte gewann Tafel am 18. Dezember 2011 mit Platz 9 in Innichen. Rund zwei Monate war dies sein bestes Ergebnis, bis er am 25. Februar 2012 überraschend das Weltcuprennen in Götschen für sich entschied.

## Erfolge

### Weltmeisterschaften
- Voss 2013: 9. Skicross

### Weltcup
- 2 Podestplätze, davon 1 Sieg:

| Datum            | Ort      | Land        |
| ---------------- | -------- | ----------- |
| 25. Februar 2012 | Götschen | Deutschland |

### Weitere Erfolge
- 10 Podestplatzierungen im Nor-Am Cup, davon 5 Siege